# سومین شورای قسطنطنیه
سومین شورای قسطنطنیه (انگلیسی: Third Council of Constantinople)، شورایی که در سال ۶۸۰ تا ۶۸۱ در قسطنطنیه برگزار شد. پاپ مارتین، شورایی در روم تشکیل داد که این شورا در نهایت، اعلام داشت عیسی مسیح صاحب دو اراده بود. پس از آن، مخالفت روم با نگرش یک ارادگی همراه با مدارا و مماشات بود، تا زمان پاپ آگاتو که وی امپراتور روم را ترغیب کرد تا موجبات تشکیل شورای دیگری را در قسطنطنیه فراهم سازد.

## زمینه
مونوفیزیت‌ها از نتیجه شورای قسطنطنیه در سال ۵۵۳ خشنود نشدند. تلاش‌های دیگری به عمل آمد تا رضایت آنان بیشتر جلب شود. سرگیوس؟، اسقف قسطنطنیه، راه حلی پیشنهاد کرد که آن را از سوروس انطاکیه‌ای به عاریت گرفته بود که مونوفیزیتی میانه‌رو بود. بر طبق این راه حل، مسیح دارای یک انرژی (الهی - انسانی بود که توسط آن، هم اعمال الاهی و هم اعمال انسانی را به جا می‌آورد. بر اساس این راه حل، قسطنطنیه مجدداً با مصر متحد می‌گشت؛ اما در این مورد، اعتراضاتی از سوی اسقف اورشلیم مطرح گشت. پس از آن، سرگیوس راه حل دیگری پیشنهاد کرد که طبق آن عیسی مسیح دارای یک اراده بود. پاپ هونوریوس در سال ۶۳۸ با این راه حل موافقت کرد و در سال ۶۳۸ وی و سرگیوس یک بیانیه ایمان منتشر کردند. این بیانیه به مباحث مربوط به یک انرژی یا دو انرژی در وجود مسیح پایان داد و در مقابل، اعلان کرد که «عیسی مسیح صاحب یک اراده» بود. این موضوع در بیانیه چنان صریح مطرح شد که حتی نستوریوس نیز جرئت نکرد بگوید عیسی مسیح صاحب دو اراده بود. اما پس از چند سال، پاپ دیگری به نام یوحنای چهارم، این دیدگاه را که عیسی مسیح صاحب یک اراده بود، محکوم کرد این نگرش یک ارادگی خوانده می‌شود). ماکسیموس معترف نیز با این نگرش مخالفت کرد. در سال ۶۴۹ پاپ مارتین، شورایی در روم تشکیل داد که این شورا در نهایت، اعلام داشت عیسی مسیح صاحب دو اراده بود. پس از آن، مخالفت روم با نگرش یک ارادگی همراه با مدارا و مماشات بود، تا زمان پاپ آگاتو (۶۸۱ تا ۶۷۸) که وی امپراتور روم را ترغیب کرد تا موجبات تشکیل شورای دیگری را در قسطنطنیه فراهم سازد.

## شورا
این شورا در سالهای ۶۸۰ تا ۶۸۱ در شهر قسطنطنیه تشکیل شد که ششمین شورای جهانی کلیسایی محسوب می‌شود. پاپ آگاتو نامه‌ای به شورا نوشت و در پی آن بود که نامه‌اش همان نقش و اهمیت رسالة توم پاپ لئو را داشته باشد. نامه وی در شورا خوانده شد و حاضران آن را تأیید کردند. آگاتو در نامه خود ادعا کرده بود که کلیسای روم «هرگز از طریق سنت رسولان منحرف نشده‌است». این ادعای پاپ آگاتو با مخالفت روبه رو شد. کلیسای روم باید حکم شورا در مورد بدعتکار بودن پاپ هونوریوس را می‌پذیرفت. «اعتقاد ما این است که هونوریوس یکی از پاپ‌های کلیسای روم در گذشته، باید از کلیسای مقدس خدا منفصل انگاشته شده و ملعون باشد.» این مسئله بار دیگر ثابت می‌کند که اگر شما بخواهید خطاناپذیر باشید، دیگر نمی‌توانید به آنچه می‌گویید دقت و توجه داشته باشید.
شورا همچنین تعریف ایمان را نیز تدوین کرد. در بیانیه تعریف ایمان گفته می‌شود که شورا، پنج شورای مقدس و جهانی را به شکل کامل تأیید می‌کند و بر تصمیم‌های آنها صحه می‌گذارد. در این بیانیه، پس از نقل کامل بیانیه شورای کلسدون چنین گفته می‌شود:
ما نیز مطابق با تعلیم پدران مقدس اعلام می‌داریم که در عیسی مسیح دو اراده ذاتی و دو عملکرد ذاتی بدون انشقاق، تغییر، جدایی و درهم آمیزی وجود دارد. این دو اراده ذاتی، آنگونه که بدعتکاران ناپاک ادعا می‌کنند با یکدیگر متضاد نیستند؛ بلکه اراده انسانی مسیح با همه توان از ارادة الاهی پیروی می‌کند؛ در برابر آن مقاومت نمی‌نماید و نسبت به آن بی‌تفاوت نیست، بلکه مطیع آن است… ما ایمان داریم که خداوند ما، عیسی مسیح، یکی از سه اقنوم تثلیث بوده، حتی بالاتر از آن خدای حقیقی ماست. ما می‌گوییم، در طبیعت وی در اقنوم و ذات یگانه وی متجلی می‌شوند و او در تجسم خود در این ذات، معجزه‌ها انجام می‌داد و رنجها متحمل می‌شد. به سبب تمایز دو طبیعت که باید آن را در ذات یگانه در نظر گرفت، وجود دو اراده امری واقعی است، نه مجازی. اگرچه در طبیعت با هم پیوند دارند، هر طبیعت دارای اراده خاص خود است و عملکردی متناسب دارد. این دو اراده از یکدیگر منفصل نبوده، دچار درهم آمیزی و امتزاج با یکدیگر نیز نمی‌شوند؛ بنابراین، ما به وجود دو اراده و دو عملکرد اعتراف می‌کنیم که برای نجات و رستگاری نژاد بشری، با هم ترکیب و اتحاد یافته‌اند.
در تصدیق آموزه دو اراده، سه استدلال اساسی مطرح شد:
1. پاپ آگاتو به برخی از آیات کتاب مقدس استناد کرد، حال آنکه این آیات، اراده عیسی را در تقابل با اراده پدر قرار می‌دادند، برای مثال: «من اراده خود را نمی‌جویم، فقط اراده پدری که مرا فرستاده‌است» [۱] این آیات به شکل صریح، ایده وجود دو اراده در عیسی مسیح را تأیید نمی‌کنند.
2. آگاتو همچنین استدلال می‌کرد که از آموزه دو طبیعت باید آموز، دو اراده را نتیجه گرفت. کسانی که بر این باور بودند که مسیح یک اراده داشت «باید روشن می‌ساختند که آیا این اراده، انسانی است یا الاهی یا ترکیبی از هر دو که بر اثر درهم آمیزی و امتزاج آنها به وجود آمده… یا اینکه مسیح صاحب یک اراده و یک عملکرد بود که هر دو از یک طبیعت ترکیبی سرچشمه می‌گرفت». پذیرش هر یک از این موارد، به معنای زیر سؤال بردن تعلیم کلسدون بود که ویژگی‌های متمایز هر یک از دو طبیعت الاهی و انسانی را محفوظ و دست نخورده می‌دانست. شکی نمی‌توان داشت که آموزه دو اراده، نتیجه اجتناب ناپذیر تعلیم شورای کلسدون در مورد وجود در طبیعت در مسیح است.
3. این استدلال نیز مطرح شد که طبیعت انسانی عیسی، بدون داشتن اراده ای انسانی، طبیعت انسانی ناقصی محسوب می‌شد و در این حال، عیسی دیگر به شکل کامل انسان محسوب نمی‌گشت. بدون وجود ارادهای انسانی نیز اطاعت انسانی و دیگر فضایلی که وابسته به آن هستند، بی معنا محسوب می‌شد. در این صورت، عیسی دیگر همچون نمونه و الگو نمی‌تواند مطرح باشد. اگر وی فاقد اراده انسانی بود، آنگاه دیگر نمی‌توانستیم بگوییم که او همانند ما، در هر مورد وسوسه شد [۲]. این استدلال، منعکس کننده استدلالی است که توسط پدران کاپادوکیایی علیه نظر آپولیناریس در مورد انکار روح انسانی عیسی مطرح گشت؛ که قوی‌ترین استدلال در این مورد است.

## نتایج
سومین شورای قسطنطنیه، نشانگر پایان یافتن تحول و تکامل تعلیم کلیسا در قرون اولیه در مورد شخصیت عیسی مسیح است. در این شورا، همچنین می‌توان نتایج و دلالت‌های تعریف شورای کلسدون در مورد شخصیت مسیح را مشاهده کرد. با تشکیل این شورا، تلاش برای جلب رضایت خاطر مونوفیزیت‌ها پایان یافت، چون دیگر نیازی برای این کار دیده نمی‌شد؛ کلیساهای پیر و نگرش مونوفیزیستی، با تهاجم مسلمانان به قلمرو امپراتوری بیزانس و تصرف سرزمین‌هایی که این کلیساها در آنجا قرار داشتند، از سیطره امپراتوری بیزانس خارج شدند.